# Nils Retzius
Nils Retzius, född 28 juli 1670 i Klockrike församling, Östergötlands län, död 6 oktober 1752 i Gammalkils församling, Östergötlands län, var en svensk präst.

## Biografi
Nils Retzius föddes 1670 i Klockrike församling. Han var son till kyrkoherden Benjamin Retzius och Anna Utterberg. Retzius blev 1690 student vid Uppsala universitet, Uppsala och prästvigdes 20 april 1698 till komminister i Brunneby församling, Klockrike pastorat. Han blev 26 september 1716 kyrkoherde i Gammalkils församling, Gammalkils pastorat, tillträde 1717 och blev 6 oktober 1731 kontraktsprost i Vifolka och Valkebo kontrakt. Retzius predikade på prästmötet 1733 som Linköpings stifts senior. Han avled 6 oktober 1752 i Gammalkils församling.
Ett porträtt av Retzius hänger i Gammalkils kyrkas sakristia.

### Familj
Retzius gifte sig 23 januari 1707 med Helena Broms (1685–1761). Hon var dotter till lektorn Petrus Broms och Helena Pontin i Linköping. De fick tillsammans barnen komministern Jacob Retzius (1709–1754) i Gammalkils församling, Helena Retzius (född 1714) som var gift med löjtnanten Carl Zedritz och kontraktsprosten Henric Jacob Sivers i Tryserums församling, Gustaf Retzius (1723–1744), Anna Retzius (född 1724) som var gift med kyrkoherden Peter Ekwall i Gammalkils församling och Elisabet Retzius (född 1728) som var gift med kyrkoherden Nils Aurelius i Askeby församling.

## Bildgalleri

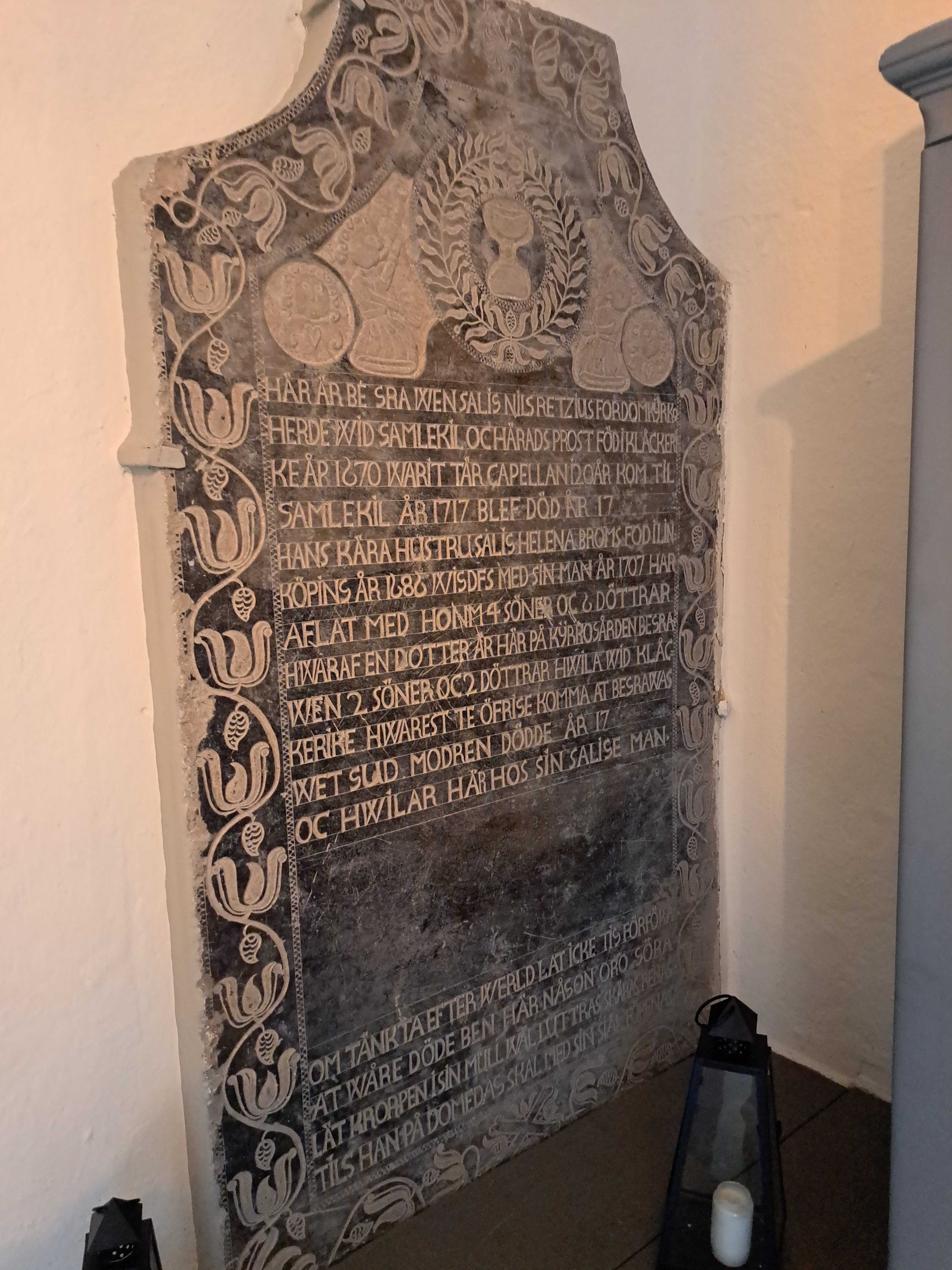
Gravsten över Nils Retzius.
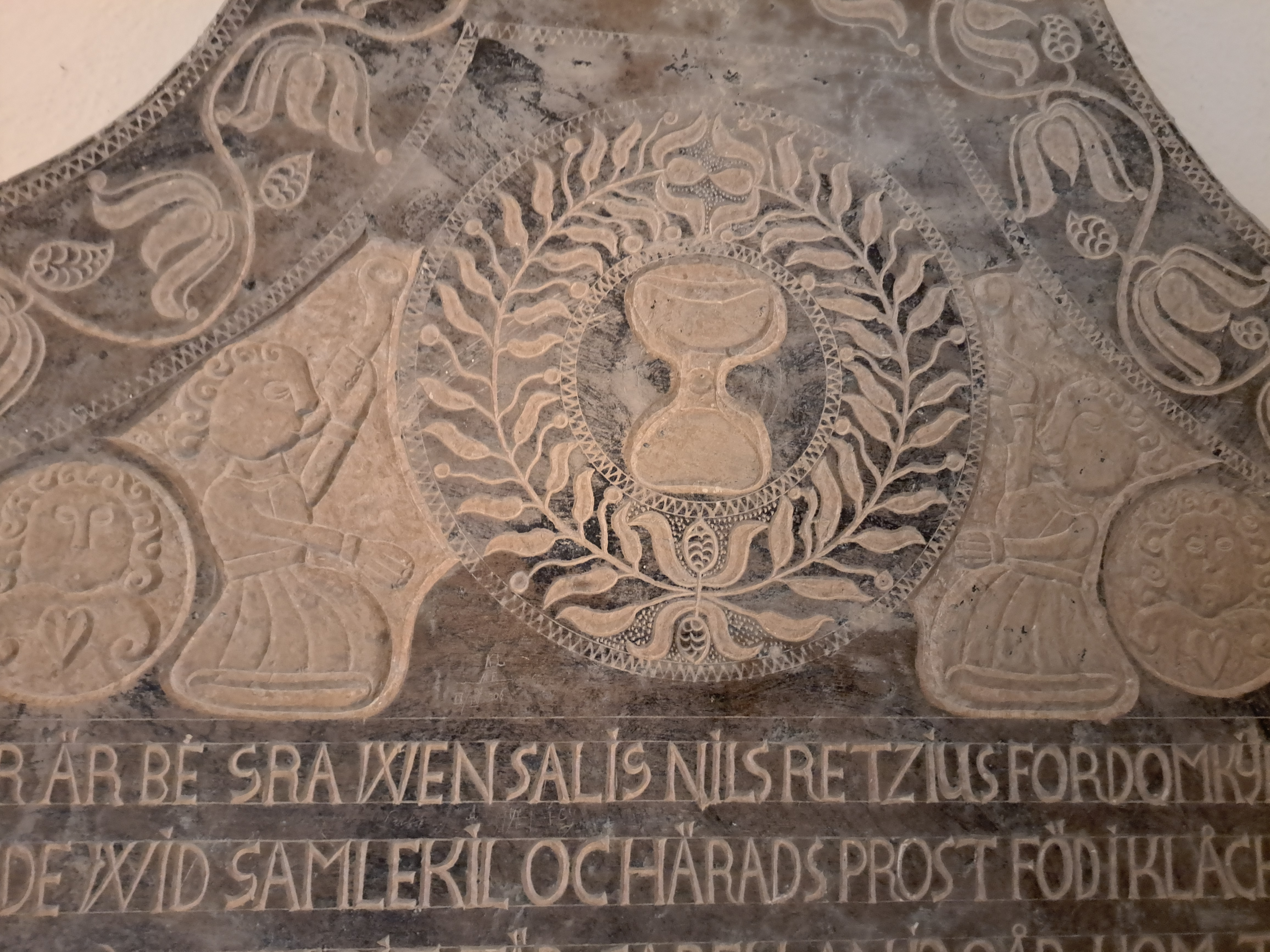
Inskription på gravsten.
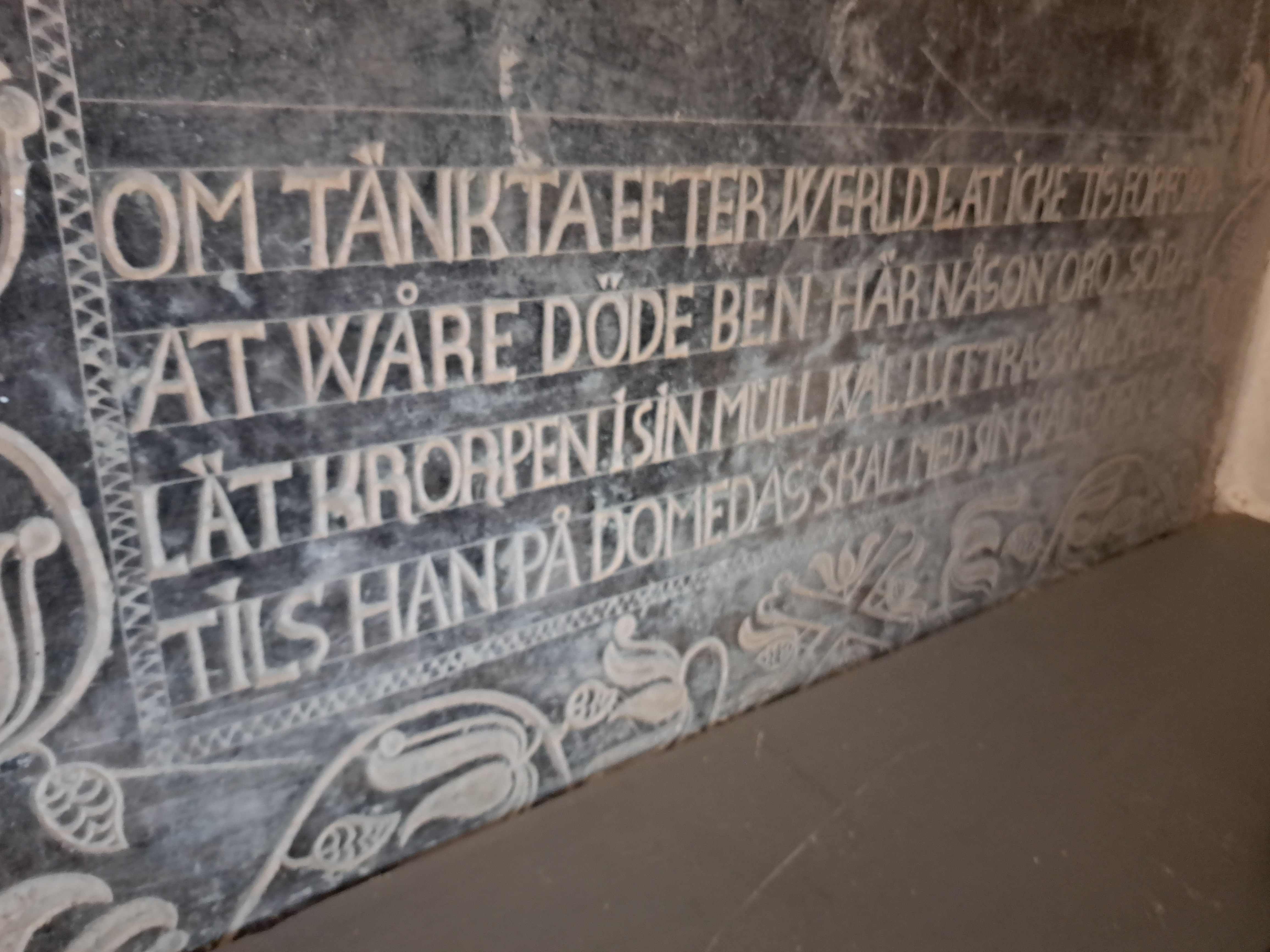
Inskription på gravsten.
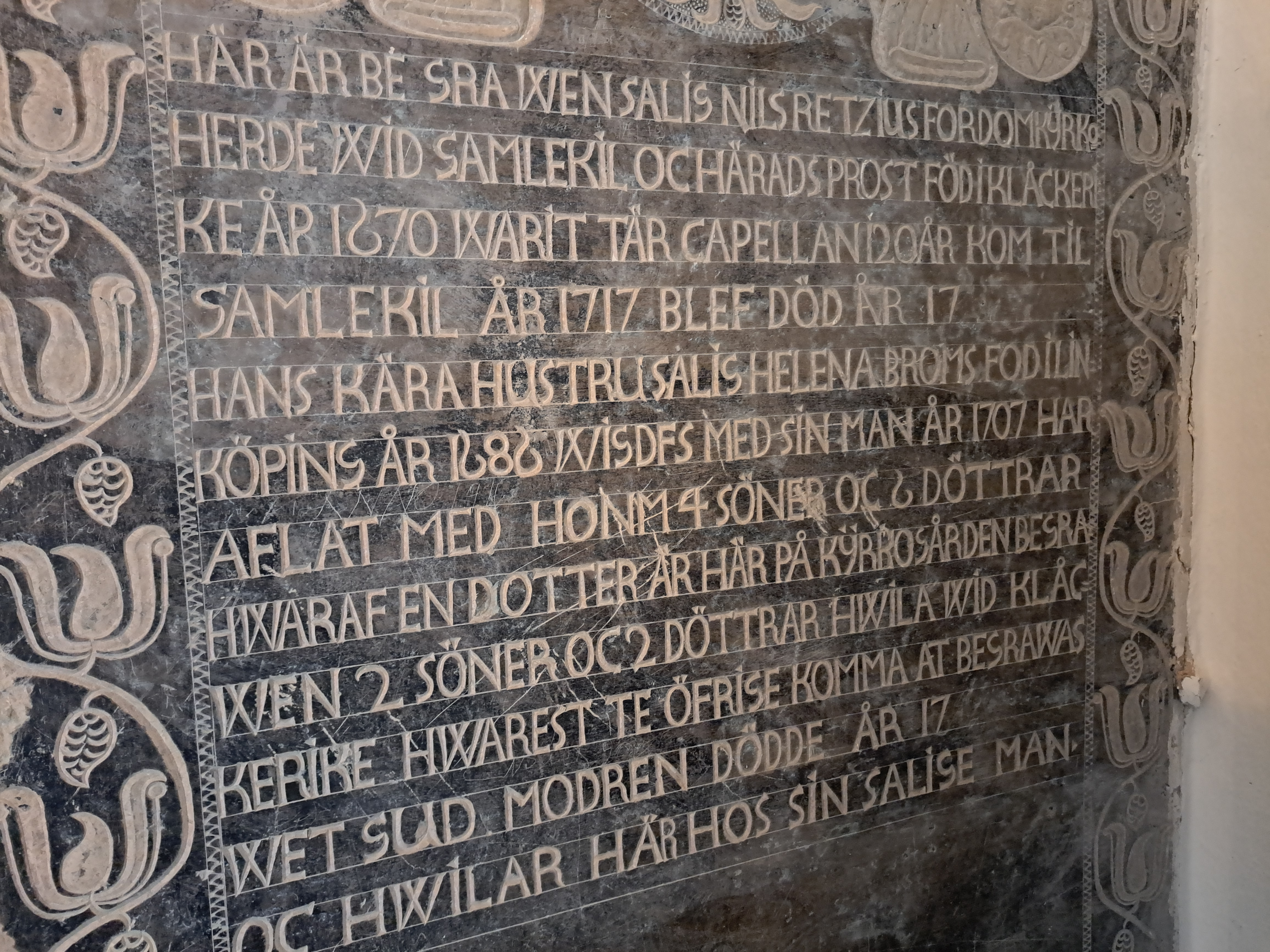
Inskription på gravsten.